# 如意ヶ嶽の戦い
如意ヶ嶽の戦い（にょいがたけのたたかい）は、永正6年6月17日（1509年7月4日）の夜半に現在の京都市左京区の如意ヶ嶽周辺で行われた戦い。戦闘の規模、京都への再侵攻を試みたのか、阿波国への帰着の突破を計ろうとしたのかは不明。地図などによると如意ヶ谷と記載されることもある。

## 開戦までの経緯
永正4年（1507年）の永正の錯乱で細川政元は養子の細川澄之一派に暗殺され、もう1人の養子細川澄元や三好之長は澄之派の追討を逃れ一旦近江の甲賀に退却したが、すぐに京都に侵攻し澄之派を討ち取った。澄元は細川氏当主の座を奪い取り之長も澄元の側近として栄達を遂げた。
このような混乱に乗じて、明応の政変で政元に追われた前将軍足利義稙が大内義興を頼って上洛しようとしていた。この動きを察知した澄元は祖父である細川成之や政元の3人目の養子細川高国に頼んで、大内義興らと和睦しようと画策していた。しかし高国は家督奪取を企て逆に義興らと通じ、翌永正5年（1508年）3月17日に伊勢参宮と称して京都を脱出、伊賀守護の仁木高長に身を寄せるという事件がおきた。

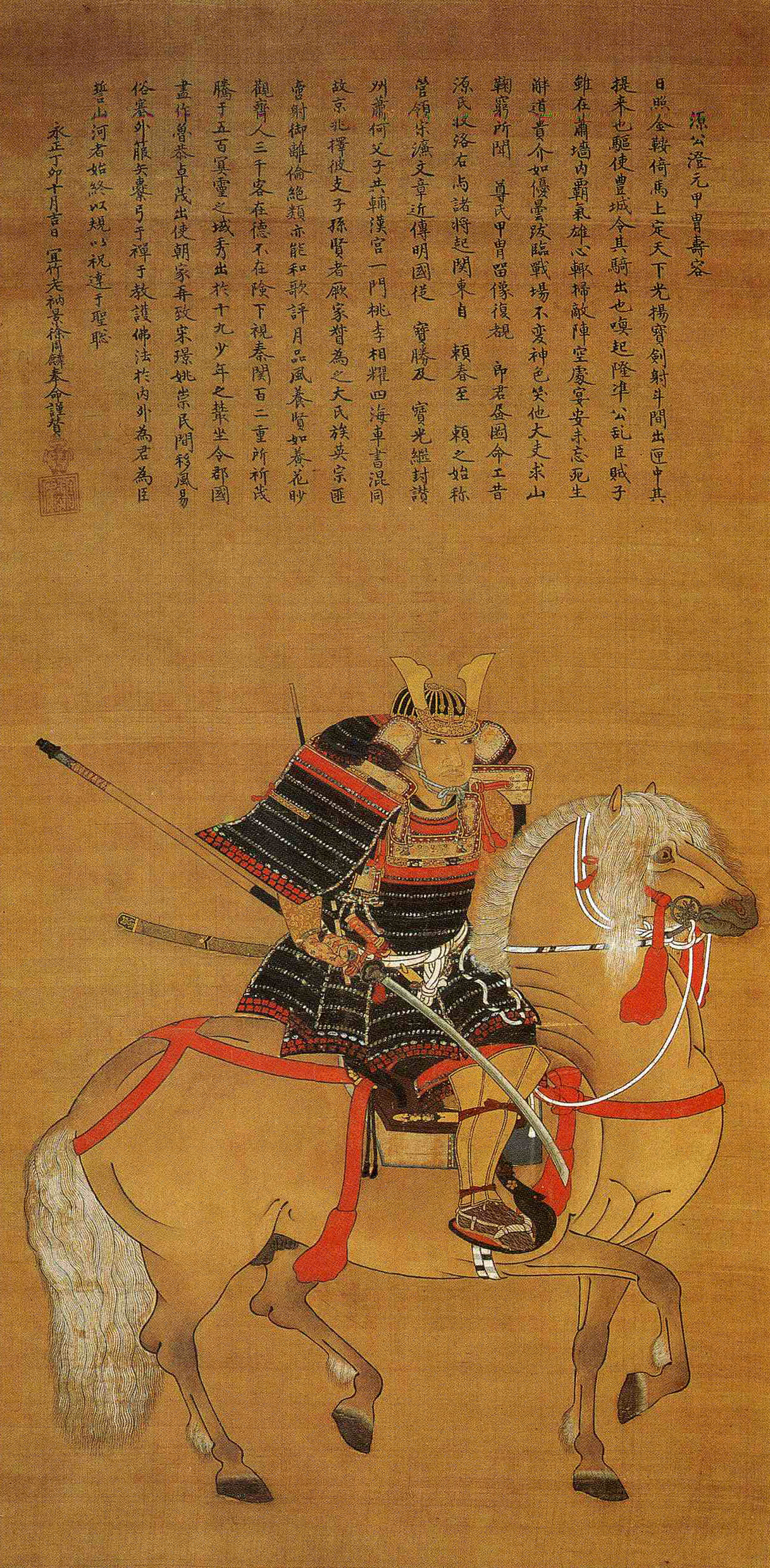
細川澄元像

4月9日、澄元の領国だった摂津・丹波の主だった国人達は之長への不満から高国方につき、大内軍が接近しつつある情勢を不利と判断した澄元や之長は、自らの屋敷に放火をして再び近江に退避した。翌10日に高国が入京、6月9日に足利義稙は堺から入洛し、7月1日に再び将軍職につき、高国は管領、義興は管領代にそれぞれ任じられた。こうして澄元を追放した高国は細川氏当主となった。
その後、摂津の国人で澄元派であった池田貞正は討死、阿波に逃れたようとした芥川豊後守も台風で遭難、豊前守の養子であった芥川信方も高国から降伏を許すと言われて堺におびき出されて殺害され、近江からだと徴兵も困難が伴い、澄元は活路が見いだせない状況に陥っていた。

## 戦いの状況
この状況を打開するため澄元・之長は翌永正6年（1509年）6月に琵琶湖を渡り、尾関越から6月17日に如意ヶ嶽に3千名で布陣をした。これに対して高国・大内連合軍は2万から3万兵で如意ヶ嶽を取り込むように布陣をした。その後戦闘状態に突入したが、澄元・之長らは阿波へ逃走した。
澄元・之長らの京都奪還は失敗に終わったが、まだ脅威は残っていた。それは義稙に将軍職を奪われた足利義澄であり、高国の入京と入れ替わるように義澄は京都から逃走し、九里氏を頼り水茎岡山城に入ったが、10月2日に高国と義興は追討軍を差し向け岡山城の戦いに続くことになる。

## 戦いの規模
この戦いは大きな戦闘は無かったのではないかという説もある。澄元・之長軍は3千名前後しかおらず、この戦力で京都奪還を目指すというのは戦上手である之長が立案するとは考えにくく、戦局の打開、阿波へ逃げ帰る事が目的であったとも思われている。また、「夜大雨になったのを利用して走った」という記述を見受けられるため（『実隆公記』）、両陣営は対峙したが、夜陰の大雨にまぎれて逃げ去ったという説もある。
ただ、公家日記によると京都周辺で落武者への追討が行われ、60名前後が捕縛、処刑されたとあるので、小規模な戦闘はあったと思われている。
馬部隆弘の見解によれば、当初は祖父である阿波の細川成之との挟撃を狙っていたものの、元々細川澄之側であった讃岐の香川氏・香西氏・安富氏らが高国に呼応して永正5年2月頃より澄元側の寒川氏や阿波への侵攻があったことを指摘しており、讃岐勢の侵入を警戒した成之が出陣を控えたために勝機を失った澄元が阿波への撤退に踏み切らざるを得なかったとしている。また、この件がきっかけになって成之や之持（成之の孫で澄元の実兄）が領国・阿波の保持を優先して高国との戦いに消極的になり、その後の澄元の戦いの不振の一因になったことも指摘している。

## 生死に関する異説
戦後、之長の子長秀は父と別れ伊勢に逃亡したが、高国が手を回し宇治山田で最後をとげたと言われている。また、多くの文献でこの如意ヶ嶽の戦いで澄元は阿波へ逃走したという記述が見受けられるが、10月2日の岡山城の戦いで逃走したという説もある。